# Идеалне и неидеалне везе
Систем N материјалних тачака се креће под дејством идеалних веза ако је укупан елементарни рад свих реакција веза на виртуалним померањима свих тачака система једнак нули, тј. 
{\displaystyle \delta \ A^{R}=\sum _{i=1}^{N}{\vec {R}}_{i}\bullet \delta \ {\vec {r}}_{i}=0}
Ако овај услов није испуњен за неку реакцију везе, онда је та веза неидеална.
Неке од идеалних веза су: нерастегљиво уже, глатка површина, лаки крути штап, цилиндрични зглоб, сферни зглоб, потпорно лежиште, храпава веза ако тела не проклизавају, веза нерастегљивог ужета и глатког котура, и веза нерастегљивог ужета и храпавог котура без проклизавања.
Неке најважније неидеалне везе: храпава веза са проклизавањем, котрљање једног тела по другом са клизањем, котрљање са деформацијом подлоге, и веза ужета и храпавог котура ако уже проклизава.